# Кедайнис, Юозас
Юо́зас Юстио Кеда́йнис (лит. Juozas Kėdainis, 18 (31) декабря 1915, Каралюнишкис, ныне Купишкского района — 12 ноября 1998, Каунас) — литовский скульптор, лауреат Государственной премии Литовской ССР (1958), народный художник Литовской ССР (1965).

## Биография
Родился в деревне Каралюнишкис Поневежского уезда (ныне Купишкского района) в многодетной крестьянской семье. Окончил гимназию в Купишкисе. 
В 1933—1939 годах учился в Каунасской художественной школе у Юозаса Микенаса и Юозаса Зикараса.
Преподавал рисование в Каунасской средней художественной школе (1945—1946), рисование и скульптуру в Каунасском институте прикладного и декоративного искусства (1946—1951), в Художественном институте Литовской ССР в Вильнюсе (1951—1989); доцент (с 1961 года), профессор (с 1970 года).
С 1944 года участвовал в художественных выставках; персональная выставка прошла в Вильнюсе (1976).
Умер в Каунасе, похоронен на кладбище Панямунес.

## Творчество
Совместно с Юозасом Микенасом создал монументальную группу «Учащаяся молодежь» для Зелёного моста (Вильнюс, 1952). Автор рельефов из цветной керамической плитки «Сельское хозяйство» и «Животноводство» для ВДНХ.
Создавал из дерева, гранита, мрамора, алюминия, меди, терракоты, бронзы камерные жанровые композиции на темы труда и крестьянской жизни («Бригадир», 1949; «Колхозный конюх», 1957, и другие), рельефы («Новоселы» 1948, и другие). Автор декоративных парковых скульптур «Отдых» (чугун, Друскининкай, 1958), «Песня» (Друскининкай, 1964), декоративных рельефных панно «На взморье» (гипс, 1959, кафе «Неринга», Вильнюс) и «Архитектура», «Литература», «Музыка» (Паневежский драматический театр, 1968), декоративной стелы «Труд» (гранит, Каунас, 1970), надгробных памятников писателя Пятраса Цвирки на кладбище Росса в Вильнюсе (1950), художницы Марце Катилюте на Пятрашюнском кладбище (1972), медалей.
В 1973 году к 100-летию со дня рождения композитора Микаса Петраускаса в его родной деревне Палуше Кедайнисом был создан памятник в виде лиры из дуба с медной плитой, на котором расположен барельефный портрет Петраускаса; ниже вырезана надпись на литовском языке: 

Здесь зазвучала лира Микаса Петраускаса 
Оригинальный текст (лит.) Čia suskambo Miko Petrausko lyra 1873–1937
— 
В 1979 году в связи с 400-летием Вильнюсского университета создал барельефную композицию в память проповедника, богослова и лексикографа профессора Константинаса Сирвидаса в университетском костёле Святых Иоаннов в Вильнюсе.

## Награды и звания
- 1954 — Медаль «За трудовое отличие»[6]
- 1958 — Государственная (Республиканская) премия Литовской ССР
- 1965 — Народный художник Литовской ССР